# Marginal Pinheiros
La Marginal Pinheiros (ufficialmente chiamato SP-015 o Via Professor Simão Faiguenboim) è l'insieme dei viali che costeggiano il fiume Pinheiros nella città di San Paolo, in Brasile, e costituisce la seconda strada a scorrimento veloce più importante della metropoli. Collega l'area di Interlagos al complesso stradale Heróis de 1932, dove conduce all'autostrada Castelo Branco. Da qui si accede alle autostrade Imigrantes e Anchieta attraverso l'Avenida dos Bandeirantes e, per questo motivo, riceve un grande flusso di mezzi pesanti dall'interno del Paese e diretti al porto di Santos.

## Storia
La storia del progetto Marginals inizia nel 1920, quando l'ingegnere e sanitario Francisco Saturnino de Brito presentò all'allora sindaco José Pires do Rio un'idea che mirava a garantire l'integrità degli alvei fluviali formando una cintura di parchi. La proposta fu considerata troppo audace e non fece progressi. Negli anni '30, la discussione sulla necessità di opere sui fiumi Tietê e Pinheiros fu ripresa, ma con un'attenzione particolare al traffico stradale.
Ideato dall'ingegnere Francisco Prestes Maia, il progetto del Plano de Avenidas si basava su un modello radiale, con la costruzione di viali lungo le rive, la realizzazione di un circuito di viali alberati e l'incanalamento dei due fiumi. Durante il suo mandato di sindaco, Prestes Maia mise in pratica parte dei suoi piani e portò a termine il raddrizzamento del Tietê. Il progetto fu rafforzato nel 1950 dall'ingegnere americano Robert Moses. Egli propose un sistema di superstrade radiali che collegassero il centro alla periferia e una circonvallazione lungo le valli del Tietê e del Pinheiros che desse accesso alle autostrade Anchieta, Anhanguera e Dutra.
. 
Oggi, il viale sta subendo un importante cambiamento nel suo profilo, con la costruzione di diversi grattacieli lungo il suo percorso a causa di una grande speculazione immobiliare, oltre a progetti di rimboschimento sulle rive del fiume Pinheiros.